# Шваб
Шваб — зневажлива назва німців. Походить від німецького слова шваб, яке є етнонімом жителів Швабії.
В Україні також колись була поширена й інша назва німців — фріц.
Даний етнонім набув поширення у першій половині-середині XIX ст., у зв'язку з колонізаційними хвилями зі зруйнованої Наполеонівськими війнами Німеччини. Ці переселенські потоки активно підтримували російські імператори, які були зацікавлені в опануванні та заселенні територій Південної України, яка була завойована впродовж російсько-турецьких війн 1768—1774 рр.,1768—1774 рр.,1806—1812 рр.